# ماريا هيلينا دويرنغ
ماريا هيلينا دويرنغ (بالإسبانية: María Elena Döehring)‏ هي عارضة وممثلة كولومبية، ولدت في 16 نوفمبر 1962 في مدينة كالي في كولومبيا.

## وصلات خارجية
- ماريا هيلينا دويرنغ على موقع IMDb (الإنجليزية)
- ماريا هيلينا دويرنغ على موقع قاعدة بيانات الفيلم (الإنجليزية)